# Govern de Catalunya 1984-1988
El govern de la Generalitat de Catalunya en el període 1984-1988, correspon a la II legislatura del període democràtic.

## Cronologia
Després de les eleccions del 29 d'abril de 1984 la candidatura encapçalada per Jordi Pujol de CIU obté una majoria absoluta de 72 escons sobre els 41 del PSC de Raimon Obiols.
El 30 de maig es fa el debat d'investidura i Jordi Pujol tornà a sortir elegit com a President de la Generalitat de Catalunya amb 88 vots a favor (CIU, Alianza Popular-AP i ERC), 47 en contra (PSC i PSUC).

## Estructura de Govern
| President: Jordi Pujol i Soley (CDC/CIU) |

| Departament                            | Titulars                                            | Titulars                                                    | Titulars                                                   |
| -------------------------------------- | --------------------------------------------------- | ----------------------------------------------------------- | ---------------------------------------------------------- |
| Departament                            | 18 de juny de 1984                                  | canvis de govern                                            | canvis de govern                                           |
| Governació                             | Macià Alavedra i Moner (CDC) (fins a 9-05-86)       | Agustí Bassols i Parés (UDC) (des de 9-05-86)               | Agustí Bassols i Parés (UDC) (des de 9-05-86)              |
| Justícia                               | Agustí Bassols i Parés (UDC) (fins a 9-05-86)       | Joaquim Xicoy i Bassegoda (UDC) (des de 9-05-86)            | Joaquim Xicoy i Bassegoda (UDC) (des de 9-05-86)           |
| Indústria i Energia                    | Joan Hortalà i Arau (ERC) (fins a 27-02-87)         | Macià Alavedra i Moner (CDC) (des de 27-02-87)              | Macià Alavedra i Moner (CDC) (des de 27-02-87)             |
| Ensenyament                            | Joan Guitart i Agell (CDC)                          | Joan Guitart i Agell (CDC)                                  | Joan Guitart i Agell (CDC)                                 |
| Cultura                                | Joan Rigol i Roig (UDC) (fins a 19-12-85)           | Joaquim Ferrer i Roca (CDC) (des de 19-12-85)               | Joaquim Ferrer i Roca (CDC) (des de 19-12-85)              |
| Economia i Finances                    | Josep Maria Cullell i Nadal (CDC) (fins a 23-04-87) | Josep Manuel Basañez i Villaluenga (CDC) (des de 23-04-87)  | Josep Manuel Basañez i Villaluenga (CDC) (des de 23-04-87) |
| Política Territorial i Obres Públiques | Xavier Bigatà i Ribé (CDC)                          | Xavier Bigatà i Ribé (CDC)                                  | Xavier Bigatà i Ribé (CDC)                                 |
| Sanitat i Seguretat Social             | Josep Laporte i Salas (CDC)                         | Josep Laporte i Salas (CDC)                                 | Josep Laporte i Salas (CDC)                                |
| Comerç i Turisme                       | Francesc Sanuy i Gistau (CDC) (fins a 19-12-85)     | Narcís Oliveras i Terradas (UDC) (entre 19-12-85 i 9-05-86) | Joaquim Molins i Amat (CDC) (des de 9-05-86)               |
| Treball                                | Oriol Badia i Tobella (CDC)                         | Oriol Badia i Tobella (CDC)                                 | Oriol Badia i Tobella (CDC)                                |
| Agricultura, Ramaderia i Pesca         | Josep Miró i Ardèvol (CDC)                          | Josep Miró i Ardèvol (CDC)                                  | Josep Miró i Ardèvol (CDC)                                 |